# 조지 터너 (예술가)
조지 터너(George Turner: 1841년 4월 2일 – 1910년 3월 29일)은 영국 풍경화가이며 "더비셔의 존 컨스터블"이라고 불린 농부이었다.

## 삶과 작품
터너는 영국 더비셔의 크롬포드에서 태어났지만, 그의 가족은 더비로 이사를 했다. 그는 음악과 미술에 대한 재능을 일찍부터 보여주었으며, 미술에 관심이 깊었던 그의 아버지 토마스 터너는 그를 격려했다. 터너는 폭넓게 독학을 했고, 전문적인 화가이자 예술 교사가 되었다.

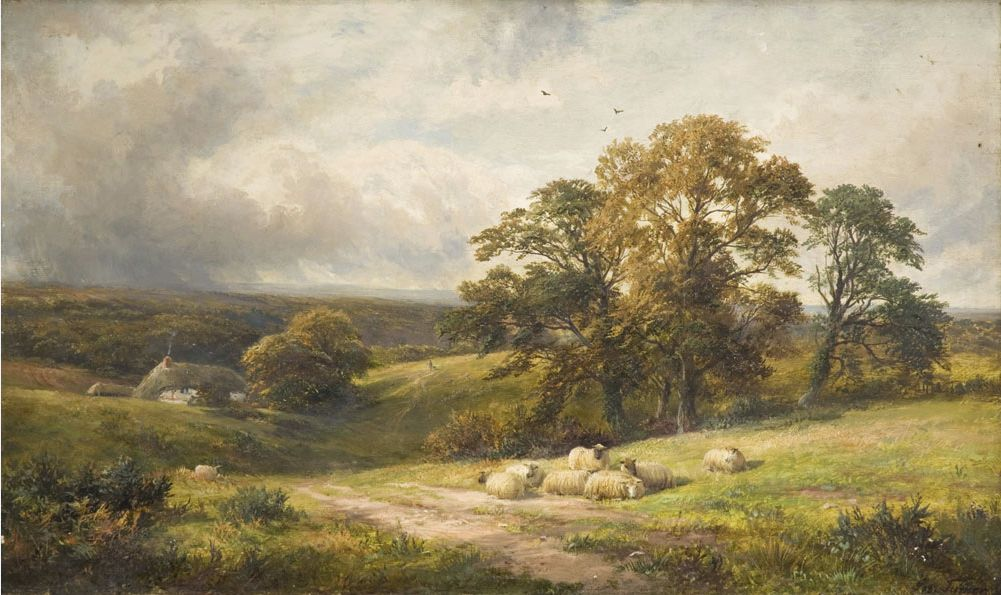
더비셔의 조용한 장면 (1885)

## 더 읽어보기
- Long, Frederick J. George Turner the Derbyshire Artist, 1841-1910 (1995)